# Harry Potter y los métodos de la racionalidad
Harry Potter y los métodos de la racionalidad (Harry Potter and the Methods of Rationality), abreviado como HPMOR, es un fanfiction sobre Harry Potter de Eliezer Yudkowsky. Adapta la historia original de Harry Potter intentando explicar la magia a través del método científico. Fue publicado por entregas entre el 28 de febrero de 2010 y el 14 de marzo de 2015. Está compuesto por 122 capítulos y 661,619 palabras.[5]

## Objetivo
Yudkowsky escribió la historia para fomentar las habilidades racionalistas por las que abogaba en su página LessWrong. Yudkowsky escogió a Harry Potter porque: "había estado leyendo un montón de fanfics de Harry Potter cuando la trama de HPMOR se generó de forma espontánea en mi cabeza, y surgió como una historia de Harry Potter... Hay una gran cantidad de lectores potenciales que empezarían estando familiarizados, aunque fuese moderadamente, con el universo de Harry Potter". Declara que su trabajo sobre racionalidad "influye en cada matiz posible sobre cómo piensan los personajes, ambos los que son presuntamente racionales y viceversa". También hizo uso del libro para ayudar al lanzamiento del Centro para la racionalidad aplicada, que da clases basadas en su trabajo.

## Trama
A diferencia de los trabajos originales de J. K. Rowling en los que el huérfano Harry Potter es criado por los Dursley, en HPMOR la tía de Harry, Petunia, se casa con un profesor de la Universidad de Oxford, Michael Verres-Evans y Harry es educado en su domicilio por sus padres en los campos de la ciencia y el pensamiento racional antes de descubrir la existencia de la magia e ir a la escuela de hechicería Hogwarts.[4]
En este universo alternativo, Harry intenta aplicar el método científico al estudio de la magia, la historia describe un sistema político en la Gran Bretaña mágica más complejo que el que se encuentra en los libros originales y, además, Harry colabora con Quirrell dado que no sabemos si su identidad es la misma que en los libros. 
La historia transcurre durante un único año, cubriendo el tiempo equivalente al primer volumen de la serie original de Rowling.

## Publicación en Rusia

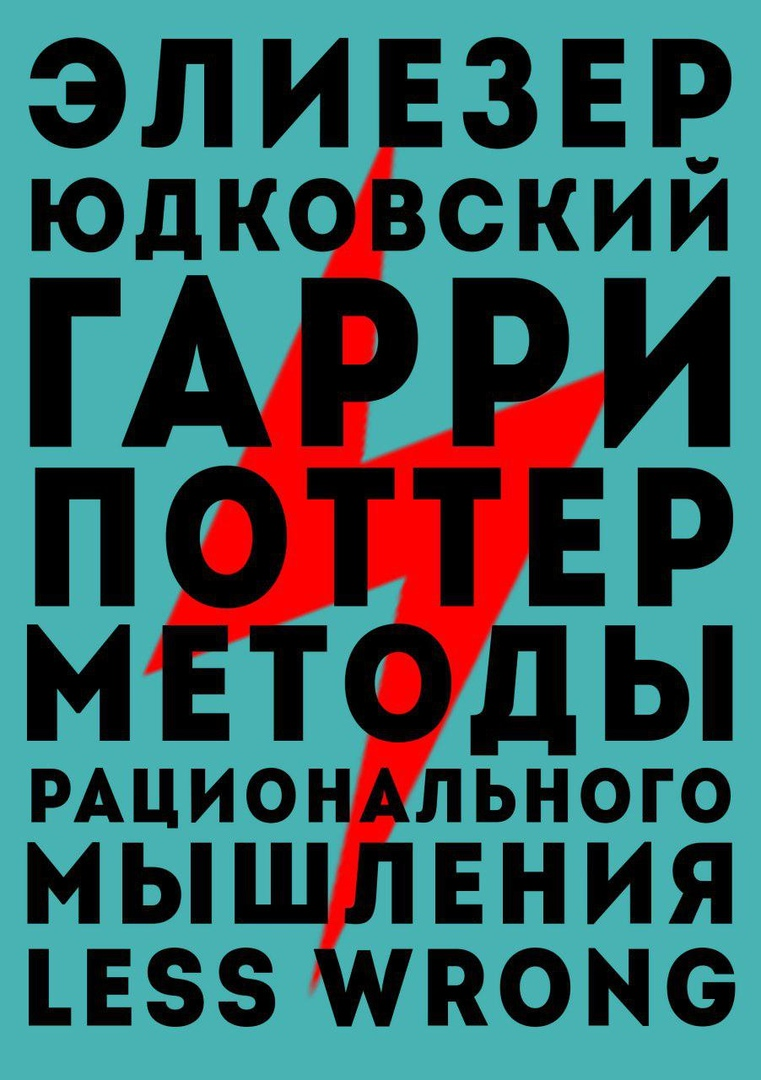
Uno de las cubiertas usadas por el micromecenazgo ruso de publicación de "Harry Potter y los Métodos de Racionalidad". Se escogió una variante dejando está disponible como solapa.

En julio de 2018 se lanzó una campaña de micromecenazgo para publicar una traducción en tres volúmenes de HPMOR a través de la página Planeta.ru. El objetivo de ₽1 086 millones (aproximadamente $17 000) se alcanzó en las primeras 30 horas. La campaña finalizó el 30 de septiembre con ₽11.4 millones recolectados (aproximadamente $175 000) y se convirtió en la campaña rusa con más fondos de la historia de la página; aunque este récord fue superado por la traducción del juego Gloomhaven un día después. Ha sido el mayor proyecto de publicación de HPMOR dado que, aunque el libro ha sido publicado por fanes en multitud de ocasiones, la cantidad de volúmenes era inferior. Según el creador del proyecto, Mikhail Samin: "Yudkowsky aceptó la idea", pero la popularidad de la campaña le sorprendió. De forma exclusiva para la impresión Rusa, Yudkowsky escribió una introducción que será incluida en el primer volumen El libro lo maquetó Lin Lobaryov, antiguo editor jefe de la revista Mir Fantastiki. Volúmenes adicionales se mandarán a bibliotecas y ganadores de olimpiadas escolares de ciencias.
Tras el éxito del proyecto de patronazgo, la editorial rusa Eksmo le pidió permiso a los agentes de Rowling para publicar HPMOR en Rusia de manera oficial, pero Rowling ha rechazado el uso de su mundo mágico con fines comerciales.

## Críticas
HPMOR fue reseñado de forma positiva en junio de 2010, poco después de su comienzo, por el autor David Brin. Por parte de The Atlantic: HPMOR "ha causado furor en la comunidad de los fanfic, recibiendo elogios y críticas".
Vice describe al personaje de Harry como "un Spock en miniatura de Ravenclaw con una afición por el razonamiento deductivo", y al libro como volver a leer los originales "tras una vida entera jugando al Brain Training de Nintendo".
Una reseña en el Hindustan Times describió HPMOR como "la historia de un intelectual sobre magia y heroísmo", en la que el conflicto entre el bien y el mal se presenta como una batalla entre el conocimiento y la ignorancia.